# Walla Walla (Washington)
Walla Walla ist eine Stadt im Südosten des US-Bundesstaates Washington, am Nordwestabfall der Blue Mountains, unweit der Grenze zu Oregon. Zum Zeitpunkt des United States Census 2020 lebten 34.060 Menschen in der Stadt. Walla Walla ist Hauptort des gleichnamigen Countys.

## Geschichte
Die Stadt ging aus der Missionsstation des amerikanischen Arztes und Missionars Marcus Whitman und seiner Frau Narcissa hervor, die sich 1836 am Walla Walla River ansiedelten, um die Indianer der Völker Nez Percé und Cayuse zu bekehren. Die Station lag an der Route, die Trapper und Pelzhändler der britischen Hudson’s Bay Company (HBC) vom Oberlauf des Snake Rivers zu ihren Handelsposten am Columbia River benutzten. Das Gebiet gehörte zum Oregon Country und lag außerhalb der Vereinigten Staaten, deren Westgrenze damals noch der Hauptkamm der Rocky Mountains war, jedoch gab der Londoner Vertrag von 1818 den Amerikanern das Recht, die Region gleichberechtigt mit den Briten zu nutzen.
Über die Route der Pelzhändler kamen zunehmend Pioniere und Siedler über die Rocky Mountains. 1842 ging Marcus Whitman nach Osten und brachte im Sommer 1843 den ersten organisierten Siedlertreck auf dem bald sogenannten Oregon Trail über die Berge nach Oregon. 1847 griffen die Cayuse im Whitman-Massaker die Missionsstation an, töteten Whitman, seine Frau und elf weitere Personen, nachdem nicht nur zunehmend Siedler in ihre Gebiete eindrangen, sondern auch ein Ausbruch der von den Weißen mitgebrachten Cholera das Volk schwer getroffen hatte. Peter Skene Ogden von der HBC kam aus dem rund 50 km entfernten Fort Nez Percé am Columbia River und verhandelte erfolgreich die Freilassung von 54 gefangengehaltenen Frauen und Kindern.
Das Massaker hatte entscheidenden Einfluss auf die Verhandlungen des Oregon-Kompromisses, durch den die Vereinigten Staaten auf den südlichen Teil Oregons, das Oregon-Territorium ausgedehnt wurden. 1848 begannen die provisorische Regierung des Territoriums und die US Army als Vergeltungsaktion den Cayuse-Krieg, der bis 1855 andauerte. 1853 wurde das Territorium geteilt, sodass Walla Walla nun dem Washington-Territorium angehörte. Die Missionsstation wurde weitergeführt und 1858 kam der Armeestützpunkt Fort Walla Walla hinzu. Infolge eines Goldrauschs in den 1860er Jahren wuchs der Ort zur größten Ansiedlung im Territorium Washington heran.
In Walla Walla wurde 1846 auch das katholische Bistum Walla Walla angesiedelt, jedoch bereits 1853 zugunsten des Bistums Nesqually wieder aufgegeben. In der Folgezeit wurde die Landwirtschaft zum wichtigsten Wirtschaftszweig, auch heute noch hat der Anbau von Weizen, Zwiebeln und Weintrauben wirtschaftliche Bedeutung.
Heute stellt sowohl der Weinbau als auch die Weinveredelung einen Großteil der Erwerbsbetriebe im Ort. Walla Walla zählt derzeit mehr als 100 Weingüter bzw. önologische Betriebe, die sich teilweise in der Walla Walla Vintners association zusammengeschlossen haben und so als eine Art von Genossenschaft organisiert sind.

## Einwohnerentwicklung
| Jahr | Einwohner¹ |
| ---- | ---------- |
| 1980 | 25.618     |
| 1990 | 26.478     |
| 2000 | 29.686     |
| 2010 | 31.731     |
| 2020 | 34.060     |

¹ 1980–2020: Volkszählungsergebnisse

## Einrichtungen und Sonstiges

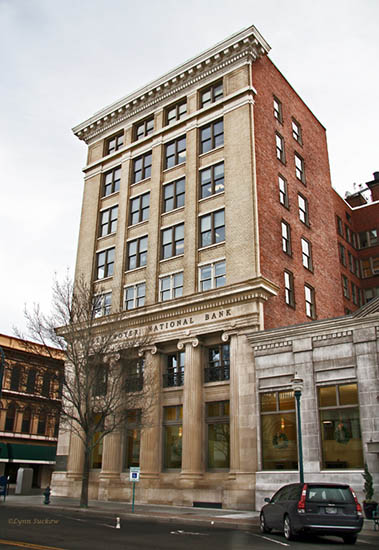
Im Jahr 1911 errichtetes Gebäude der Baker Boyer Bank, der 1867 gegründeten und damit ältesten Bank Washingtons

In Walla Walla befindet sich das 1859 gestiftete Whitman College, welches nach dem Gründerehepaar des Ortes benannt ist. In der benachbarten Stadt College Place befindet sich die Walla Walla University.
Mit dem Washington State Penitentiary ist in Walla Walla das größte Gefängnis des Staates Washington angesiedelt. Darin fanden bis zu deren Abschaffung im Jahr 2018 auch die Hinrichtungen im Rahmen der Verurteilung zur Todesstrafe des Staates Washington statt.
Seit 1972 pflegt Walla Walla eine Städtepartnerschaft mit Sasayama in Japan.
Der Walla Walla Regional Airport entstand aus einem 0,8 km2 kleinen Flugplatz, der im Zweiten Weltkrieg zu einer Trainingsbasis für Bomber der US Army mit 0,8 km2 Fläche ausgebaut wurde. Heute bedient der ILS-fähige Flughafen eine Regionalverbindung mit Seattle, WA.

## Söhne und Töchter der Stadt
- Marion Bauer (1882–1955), Komponistin
- Jonathan M. Wainwright (1883–1953), Militär und General des amerikanischen Heeres
- Robert N. Bradbury (1886–1949), Filmregisseur, Drehbuchautor und Filmproduzent
- Wallace Reed Brode (1900–1974), Chemiker und Wissenschaftsorganisator
- Kenneth Rush (1910–1994), US-Botschafter in Deutschland und Frankreich und stellvertretender US-Verteidigungs- und Außenminister
- Ralph Boas (1912–1992), Mathematiker
- Ferris Webster (1912–1989), Filmeditor
- Nesmith Ankeny (1927–1993), Mathematiker
- Adam West (1928–2017), Schauspieler
- Curtis O. B. Curtis-Smith (1941–2014), Komponist
- Walt Minnick (* 1942), Politiker
- Denney Goodhew (* 1952), Jazzmusiker
- Hamza Yusuf (* 1958), islamischer Theologe
- Brad Shepik (* 1966), Jazzmusiker
- Connor Trinneer (* 1969), Schauspieler
- Thomas Kelati (* 1982), polnischer Basketballspieler
- Will Brandenburg (* 1987), Skirennläufer
- Kenneth Rooks (* 1999), Hindernisläufer